# 日曜のらじお
『日曜のらじお』（にちようのらじお）は、2016年4月9日から2017年10月1日までRKB毎日放送（RKBラジオ）で放送されていた夜のトーク番組である。

## 番組概要
主に40代のリスナーをメインターゲットとした、音楽・ニュースなどの話題を扱うトーク番組。
パーソナリティー2人はともにエンタメバラエティ THE☆ヒット情報の火曜日に出演しており、当番組で再度コンビを組むことになった。
番組開始当初は「土曜のらじお」（どようのらじお）という番組名で、その名の通り土曜日の夜に放送されていたが、2017年春の改編で「日曜のらじお」と改題の上、土曜日から日曜日の放送に変更された。

## 放送時間
- 日曜日 23:00 - 24:00 (JST。2017年4月2日 - 2017年10月1日)

### 過去の放送時間
- 土曜日 22:00 - 23:00 (JST。2016年4月9日 - 2017年3月26日)

なお、RKBエキサイトホークスのナイター中継が22:00以降に延長される場合は休止。

## パーソナリティ
- 中澤裕子
- 西田たかのり

## コーナー
- 週刊らじおニュース!
- オモイコンダラコーナー!
- 中澤裕子の任せなさい!
- 名曲100撰
- 週間何でもランキング!